# Хольсе, Карло
Карло Хольсе (дат. Carlo Holse; родился 2 июня 1999 года, Дания) — датский футболист, нападающий клуба «Самсунспор».

## Клубная карьера
Хольсе — воспитанник клуба «Копенгаген». 1 марта 2017 года в поединке Кубка Дании против «Б-93» Карло дебютировал за основной состав. В матче против «Силькеборга» он дебютировал в датской Суперлиге. 26 августа в поединке против «Сённерйюска» Карло забил свой первый гол за «Копенгаген».

## Международная карьера
В 2016 году в составе юношеской сборной Дании Хольсе принял участие в юношеском чемпионате Европы в Азербайджане. На турнире он сыграл в матчах против команд Франции, Швеции и Англии.